# Equus Traiani

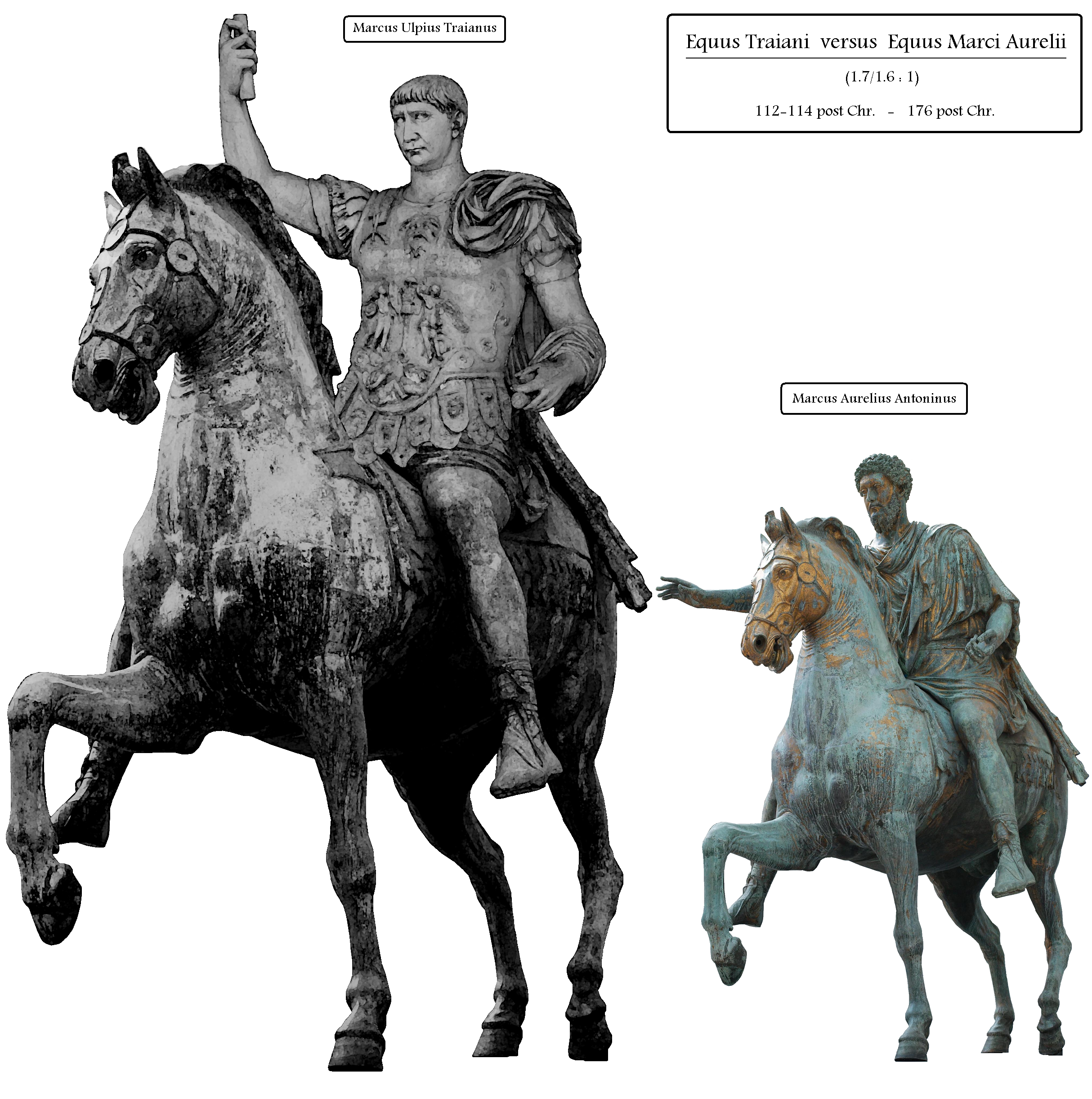
Reconstrucción teórica, utilizando la parte superior de la estatua de Trajano con traje militar hallada en Colonia Ulpia Traiana (que tiene el brazo derecho levantado en vez de extendido) y la inferior de la estatua ecuestre de Marco Aurelio, con cuyas dimensiones se compara.

Equus Traiani ("caballo de Trajano" en latín) era la denominación de una estatua ecuestre en bronce de dimensiones colosales que representaba al emperador romano Trajano.
Se la supone mayor que la estatua ecuestre de Marco Aurelio (entre 1,6 y 1,7 veces su tamaño). Esta otra escultura que, al contrario que la de Trajano, sí se conserva, reprodujo la pose tanto del caballo como del jinete. Junto con su pedestal mediría unos 10 o 12 metros de altura.

## Historia

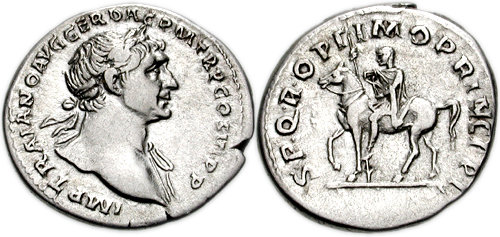
Denario de Trajano (19mm, 3.35 g, 7h), acuñado entre 112 y 114-115.

Se erigió en el foro de Trajano entre 112 y 114, con la función de conmemorar la conquista de la Dacia. La moneda acuñada en el periodo contemporáneo a la reordenación del espacio donde se situó, refleja el aspecto de la estatua, con el caballo levantando la pata delantera derecha y apoyando en el suelo las otras tres; y el jinete con el brazo derecho extendido, portando en su mano una lanza o una estatuilla de la Victoria.
El descubrimiento de los cimientos de su base ha permitido establecer su posición precisa: se encontraba a 25 metros del centro del foro y a 30 metros de la fachada monumental que constituía su límite meridional.
Todavía seguía existiendo perfectamente conservada en el siglo IV, según el testimonio recogido por Amiano Marcelino de la visita a Roma de Constancio II en el año 357:

[...] cuando llegó al Foro de Trajano, que acreditamos ser una construcción única en el mundo, estupefacto también por el consenso dos dioses, se quedó atónito, admirando todo su entorno de construcciones imponentes, difíciles de describir e y no más imitables por los mortales. Y desechando así la esperanza de empeñarse en la construcción de obras similares, dijo querer y poder imitar tan sólo el caballo de Trajano, colocado en medio del atrio, que llevaba al emperador
Res gestae, XV, 10, 15.